# Estadio de Manuela Pedraza y Crámer
El Estadio Platense, conocido popularmente como Manuela Pedraza y Crámer, fue un recinto deportivo propiedad del club homónimo, ubicado en la ciudad de Buenos Aires, Argentina. Se situaba en la intersección de la calle Manuela Pedraza y la avenida Crámer, en el barrio de Saavedra.
Fue inaugurado el 9 de julio de 1917 en un partido entre Platense y Provincial de Rosario, que terminó 1-0 a favor del local. Sin un nombre propio, el recinto es conocido popularmente por la intersección de sus calles adyacentes. 
Fue cerrado el 26 de septiembre de 1971, luego de un partido en el que Platense derrotó 2-0 a Newell’s Old Boys. Actualmente, el club juega en el estadio Ciudad de Vicente López.
El 12 de diciembre de 2024, la Legislatura de la Ciudad de Buenos Aires aprobó por unanimidad la concesión del predio polideportivo de Manuela Pedraza y Cramer a Platense, tras 53 años de su expropiación en 1971. El proyecto, impulsado por el legislador Claudio Ferreño, garantiza el uso deportivo del espacio, reforzando el trabajo social y educativo del club.

## Historia
En 1917, el Club Atlético Platense alquiló un terreno al abogado Carlos Delcasse para la construcción de un estadio. El 9 de julio de 1917 se jugó el primer partido en su nueva sede, un amistoso contra Provincial de Rosario (un combinado formado íntegramente por jugadores de Newell's Old Boys) que Platense ganó 1-0. El primer partido oficial se disputó el 22 de julio de 1917, terminando en un empate sin goles ante Porteño.
Para la década de 1920, contaba con una tribuna oficial techada con siete habitaciones en la planta baja, dos canchas de pelota y una de tenis. Esto marcaba un avance significativo para la época. En 1931, con el comienzo del fútbol profesional en Argentina, Platense realizó mejoras en el estadio, como ampliar las instalaciones en 1932 y nuevamente en 1939.
En 1941 se inauguró un velódromo contiguo al estadio, único en la ciudad de Buenos Aires por años. En su centro se encontraba una cancha de básquet al aire libre donde jugó el célebre equipo «Los Aviones», tricampeón entre 1943 y 1945. En esta etapa, el estadio no solo albergaba partidos de fútbol sino que era un centro polideportivo, destacándose como un punto de encuentro para el barrio de Saavedra.
En 1965 se llevó a cabo una  una importante obra de modernización. El campo de juego cambió de orientación (de norte-sur a este-oeste). Pasó de 94x64 m a 110x70 m, con mayor distancia entre el campo, el alambrado y las tribunas, mejorando la experiencia para los jugadores y los espectadores. Se eliminaron las instalaciones del velódromo para dar lugar a más plateas en la tribuna sobre Manuela Pedraza y se reforzó la estructura de las demás tribunas.
El 26 de septiembre de 1971, Platense derrotó 2-0 a Newell's Old Boys en su último encuentro en el estadio. Una severa crisis económica y deportiva obligó al club a perder la posesión de los terrenos, siendo despojado por el gobierno de facto de Alejandro Agustín Lanusse y cerrando un capítulo significativo en su historia.